# Ричардс, Клэр
Клэр Энн Ри́чардс (англ. Claire Ann Richards; 17 августа 1977, Горлстон, Хиллингдон, Мидлсекс, Англия, Великобритания) — английская певица, автор песен и танцовщица.

## Биография
Клэр Энн Ричардс родилась 17 августа 1977 года в Хиллингдоне (графство Миддлсекс, Англия, Великобритания).

## Карьера
Клэр начала свою музыкальную карьеру в 1997 году, став участницей музыкальной поп-группы «Steps», которая распалась в 2001 году, но воссоединилась в 2011 году. В составе группы Ричардс записала 6 студийных альбомов: 
- Step One (1998)
- Steptacular (1999)
- Buzz (2000)
- Gold: Greatest Hits (2001)
- Another You Another Me (2002)
- Light Up the World (2012).

## Личная жизнь
- В 2003—2005 годы Клэр была замужем за Марком Уэббом.
- С 1 ноября 2008 года Клэр замужем во второй раз за Рисом Хиллом.
  - У супругов есть двое детей — сын Чарли Хилл (род. 08.05.2007)[1] и дочь Дейзи Хилл (род. 29.12.2009).